# Радановичи
Радановичи (черног. Радановићи/Radanovići, серб. Радановићи/Radanovići) — небольшой город в общине Котор, Черногория. Город также является частью и крупнейшим поселением исторической сельской местности Грбаль в прибрежной зоне Черногории. Город Радановичи расположен недалеко от главной дороги между Будвой и Боко-Которским заливом.

## Население
Население города 752 жителя по данным переписи 2011 года составляет 752 жителя, в основном населен сербами (63,69%), со значительным населением черногорцами (21,14%)

## Транспорт
Город Радановичи расположен примерно на середине пути между двумя основными туристическими направлениями Черногории: Будвой и Котором. Аэропорт Тиват находится в 7,5 км, и в Белград есть регулярные рейсы в течение всего года, а в летний сезон в аэропорту ежедневно приземляются десятки чартерных самолетов.

## Спорт
Местный футбольный клуб Грбаль играет на стадионе Донья Сутвара и в настоящее время участвует в Первой лиге Черногории.